# Urosigalphus clarus
Urosigalphus clarus är en stekelart som beskrevs av Gibson 1972. Urosigalphus clarus ingår i släktet Urosigalphus och familjen bracksteklar. Inga underarter finns listade i Catalogue of Life.